# Manuel II. Trapezuntski
Manuel II. Trapezuntski (Μανουήλ Β΄ Μέγας Κομνηνός, Manouēl II Megas Komnēnos) (oko 1324. – 1333.) bio je car Trapezuntskog Carstva 1332.
Bio je sin cara Andronika III. Trapezuntskog i njegove supruge ili konkubine te je oca naslijedio kao dječak od 8 godina.
Mihael Panaretos je opisao Manuelov život. Zapisao je da su Turci napali Manuelov teritorij.
Zločini Manuelova oca šokirali su podanike carstva. 22. rujna 1332. Manuelov je stric Bazilije stigao do Trapezuntskog Carstva.
Manuel je svrgnut i zatočen te je uskoro ubijen, premda je bio posve nevino dijete.

## Naslovi
- Princ
- Car